# 1385
1385 (MCCCLXXXV) je bilo navadno leto, ki se je po julijanskem koledarju začelo na nedeljo.

## Dogodki
- Ustanovitev Krone kraljevine Poljske (ukinjena 1795)

## Rojstva
Neznan datum
- Paul von Rusdorf, 29. veliki mojster Tevtonskega viteškega reda († 1441)

## Smrti
- 28. junij - Andronik IV. Paleolog, bizantinski cesar (* 1348)
- 7. avgust - Ivana Kentska, valižanska princesa, soproga Črnega princa (* 1328)
- 18. december - Bernabò Visconti, vladar Milana (* 1319)

Neznan datum
- Nicolò Guarco, 7. genovski dož (* 1325)
- Xu Da, kitajski general dinastije Ming (* 1332)